# Franz Watz
Franz Watz (* 9. März 1949 in Neu-Arad, Banat, Volksrepublik Rumänien) ist Musiker, Komponist und Arrangeur, der auch unter Pseudonymen wie Joe Grain arbeitet.

## Leben
Franz Watz besuchte ein Musikgymnasium und spielte Klarinette und Klavier. Im Anschluss studierte er Musikpädagogik, Musikwissenschaft und Tuba an der Hochschule für Musik in Cluj-Napoca. Nach dem Staatsexamen spielte er in Tanz- und Unterhaltungsorchestern mit und gründete ein Jugendblasorchester. Von 1972 bis 1976 war er Mitglied der Philharmonie in Arad, und er unterrichtete am deutschsprachigen Gymnasium Musik. Er war von 1977 bis 2013 musikalischer Leiter des Musikvereins Ehningen. Seit dem Jahr 1979 komponiert und arrangiert er für verschiedene Verlage. Er ist seit 1985 als freischaffender Komponist, Dirigent und Pädagoge in der Blasmusik tätig. Nach 20-jähriger Dirigententätigkeit in Ehningen wurde Franz Watz 1997 zum Musikdirektor des Musikvereins durch den Gemeinderat Ehningen ernannt.

## Kompositionen

### Märsche
- Ad multos annos (Konzertmarsch)
- Europasterne (Konzertmarsch)
- Im Glanz der Sterne (Konzertmarsch)
- In alter Freundschaft (Marsch)
- Das böhmische Feuer (Konzertmarsch)
- Gruß an Österreich (Marsch)
- Kosakenritt (Konzertmarsch)

### Polkas
- Die alte Schmiede (Polka)
- Erinnerungen an Brünn (Polka)
- Freude zur Musik (Bravour-Polka)
- Freu dich des Lebens (Polka)
- Heidrun-Polka (Polka)
- Musikantenlaune (Polka)
- Urlaub am Bodensee (Solopolka)
- Urlaub im Böhmerwald (Polka)
- Wenn Heidrun erzählt (Polka)
- Unsere Lieblingspolka
- Brezel-Polka
- Hänschen klein… (Polka)
- Sackbendl Polka (Polka)
- Das ist mein Leben (Bravour-Polka)

### Walzer
- Das böhmische Märchen (Walzer)
- Herbstbilder (Walzer)
- Verträumtes Böhmen (Walzer)
- Gablonzer Glasbläser (Walzer)

### Sonstige Werke
- Aphrodite (Ouvertüre)
- Concertino (Solokonzert)
- Playa Blanca (Latin)
- Grand Canyon Panorama (Ouvertüre)

## Arrangements
- Wie in alten Zeiten (Polka, Hans Bruss)
- Kronstädter Mädchen (Polka, Hans Bruss)
- Kurschatten-Polka (Polka, Wolfgang Gutmann)
- Schön ist’s daheim (Walzer, Günther Friedmann)
- Im Abendrot (Walzer, Günther Friedmann)
- Mondgeflüster (Walzer, Michael Klostermann)
- Julia-Polka (Polka, Michael Klostermann)
- Wie ein Traum (Polkalied, Rudi Fischer)
- Für dich (Walzer, Rudi Fischer)
- Freunde denkt daran (Polka, Michael Seufert)
- Das ist uns’re Polka (Polka, Freek Mestrini)
- Böhmische Sehnsucht (Walzer, Freek Mestrini)
- Kinzbacher Musikanten (Konzertmarsch, Andy Schreck)
- Beim lustigen Wirt (Polka, Andy Schreck)
- Egerländer Musikantenpolka (Jaroslav Tvrdy)
- Sag Dankeschön mit Roten Rosen (Walzer, Walter Geiger)
- Böhmische Souvenirs (Polka-Potpourri, Christian Bruhn)
- Mein Sohn (Polka, Thorsten Feisthammel)
- Ein halbes Jahrhundert (Polka, Very Rickenbacher)
- Herzensdinge (Polka, Benno Peter)
- P.O.S (Konzertmarsch, Edward Maj)
- Die fesche Toni (Polka, Siegfried Rundel)
- Unsere Schönste (Polka, Siegfried Rundel)
- Aus heit’rer Laune (Polka, Frank Ehret)
- Liebstes Mädchen (Polka, Dalke, Mück)
- Anja-Polka (Holger Mück)
- Beim Dorffest (Polka, Kornel Hetterich)